# Šampanjac
Šampanjac – album studyjny serbskiego piosenkarza Mile Kitićia, wydany w 2005 roku przez Grand Production.

## Lista utworów
Źródło: Discogs
| Nr  | Tytuł                | Długość |
| --- | -------------------- | ------- |
| 1.  | „Šampanjac”          | 3:28    |
| 2.  | „Luda devojko”       | 3:14    |
| 3.  | „Spomenik”           | 3:52    |
| 4.  | „Zapaliću sve”       | 3:15    |
| 5.  | „Vidi se”            | 3:13    |
| 6.  | „Zavodnica”          | 3:40    |
| 7.  | „Ljubav bez pravila” | 3:00    |
| 8.  | „Tatina Maza”        | 3:31    |
| 9.  | „Žali”               | 2:49    |
| 10. | „Poslednja adresa”   | 3:41    |
| 11. | „Usputne stanice”    | 3:01    |